# Nekka
Nekka vzw is een Vlaamse vereniging zonder winstoogmerk ter ondersteuning en promotie van het Nederlandstalige lied, het repertoire en de beleving ervan. 
Hiervoor organiseert Nekka zowel activiteiten om het actuele lied te ondersteunen, maar zoekt ook naar het nieuwe lied en de nieuwe artiesten. Tevens wil Nekka het oudere lied blijvend in de aandacht brengen, zowel door dit lied podiumkansen te geven als door inspanningen om het kleinkunstarchief volwaardig uit te bouwen.
De vzw werkt uitsluitend met vrijwilligers.

## Nekka-Nacht
De Nekka-Nacht is een festival in Antwerpen, opgebouwd rond een centrale gast met grote verdiensten als Nederlandstalig muzikant. Die nodigt andere muzikanten uit om samen nummers te brengen uit diens repertoire. Tot 2014 vond het festival plaats in het Sportpaleis te Antwerpen, daarna in de Lotto Arena en in 2018 in De Roma. Een overzicht van de centrale gasten:
- 2023: Mama's Jasje
- 2018: geen centrale gast, maar optredens van Brihang, In een Discotheek, Kommil Foo, Wally, Tom Kestens, Aafke Romeijn, Stephanie Struijk, Yevgueni, Stefan Dixon, Hannelore Bedert en dj 5napback.
- 2016: Vlaanderen eert Toon Hermans met Warre Borgmans als ceremoniemeester
- 2015: Buurman
- 2014: De Nieuwe Snaar
- 2013: de twintigste Nekka-Nacht-affiche had geen centrale gast maar tien artiesten die ooit centrale gast waren geweest van de Nekka-Nacht. Deze werden gekoppeld aan een jonge artiest of groep. De "gevestigde waarden" waren: Frank Boeijen, Kommil Foo, Raymond van het Groenewoud, Stef Bos, Kadril, Thé Lau, Zjef Vanuytsel (die evenwel moest afzeggen om medische redenen), Johan Verminnen, Yevgueni en Bart Peeters. De "jonge artiesten" waren: Senne Guns, Wannes Cappelle, Stoomboot, Mira, Hannelore Bedert, Berlaen, Jelle Cleymans, JackoBond, Buurman en Bandits
- 2012: Willem Vermandere
- 2011: Thé Lau en The Scene
- 2010: Raymond van het Groenewoud
- 2009: Zjef Vanuytsel en Yevgueni
- 2008: Bart Peeters
- 2007: Boudewijn de Groot
- 2006: Kadril
- 2005: Herman van Veen
- 2004: Kommil Foo
- 2003: De Kreuners en later dat jaar Frank Boeijen
- 2002: De Nieuwe Snaar
- 2001: Stef Bos
- 2000: Will Tura
- 1999: Raymond van het Groenewoud
- 1998: Rob de Nijs
- 1997: Johan Verminnen
- 1996: Boudewijn de Groot

In 1994 en 1995 was de Nekka-Nacht een festival met een opeenvolgende programmatie, zonder een specifieke centrale gast. Voordien liep het festival van 1969 tot 1978, eerst onder de naam Kazuno, vanaf 1971 onder de naam Nekka en beperkte het zich niet tot Nederlandstalige artiesten, waardoor het eerder een folk-festival kan worden genoemd.

## Nekka-Wedstrijd
Sinds 1999 organiseert Nekka vzw ook een tweejaarlijkse wedstrijd. Via deze weg probeert Nekka vzw nieuw en jong talent dat verkiest om in het Nederlands te zingen, te ontdekken. De bedoeling is om muzikanten te motiveren om het Nederlands als muziektaal te kiezen en hen te begeleiden en te helpen om in de muziekwereld een plaats te vinden.
Een overzicht van de winnaars van de wedstrijd:
- 2024-2025: Frans Kalf
- 2021-2022: BLOND
- 2019-2020: Iris Penning
- 2017-2018: In een discotheek
- 2015-2016: Jeroen Kant
- 2013-2014: Thijs Maas
- 2011-2012: Stoomboot (Niels Boutsen)
- 2009-2010: SAF
- 2007-2008: Hannelore Bedert[1]
- 2005-2006: Noppes, de intussen ter ziele gegane groep van Roy Aernouts
- 2003-2004: De Nihilisten
- 2001-2002: Yevgueni, die in 2009 met Zjef Vanuytsel zelf centrale gast werden op Nekka-Nacht.
- 1999-2000: Cherchez la femme

Andere finalisten die later bekendheid verwierven:
- Buurman
- De Fanfaar
- Lenny & De Wespen
- Mira
- Senne Guns

## Houden Van
Sinds 2000 organiseert Nekka vzw "Houden van..." in het Antwerpse Sportpaleis. Het programmeert meestal oudere artiesten, met een repertoire tussen kleinkunst en schlager en mikt daarmee op een publiek van senioren. Bekende namen op de affiche waren Miel Cools, Della Bosiers, De Vaganten, Conny Vandenbos, Connie Neefs, De Strangers en Will Ferdy.
In 2009 fusioneerde "Houden van..." met het festival Griffelrock. In 2017 was de laatste grote editie van dit festival.
In 2020 werd rond hetzelfde concept een theatertour gestart. 

## Kleinkunstarchief
Nekka vzw heeft het Kleinkunstarchief overgenomen van het Nationaal Centrum Culturele Animatie. De digitalisatie daarvan vindt een aanzet bij het Muziekarchief.